# トモス (スロベニアの企業)

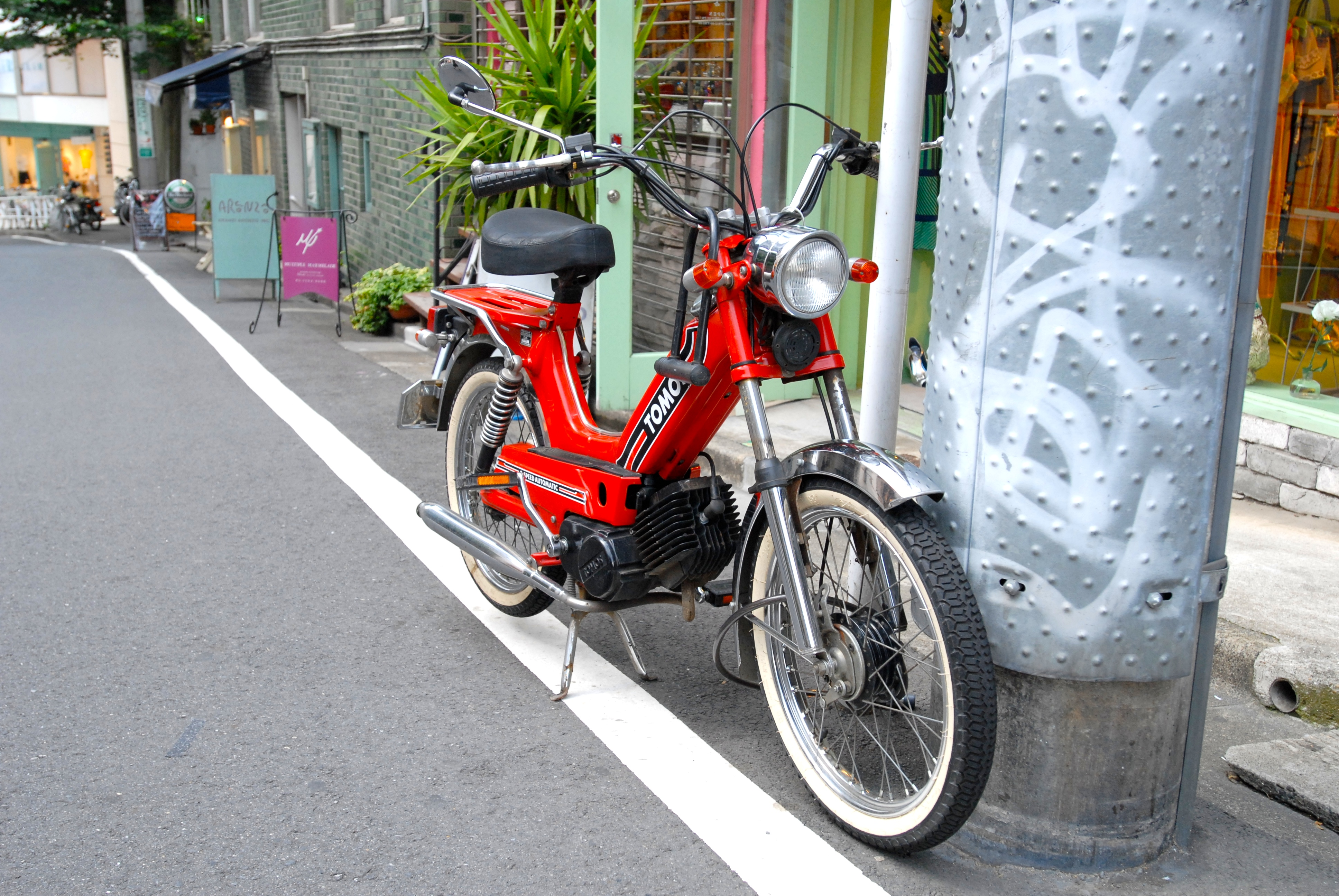
クラシックⅡ

トモス（TOMOS）は、スロベニアのコペルに本社を置く自動車、オートバイ、船外機、ボートのメーカーである。TOMOSという社名はセジャーナにあるオートバイメーカーを意味する TOvama MOtomih koles Sežana の頭文字をとってつけられた。日本にはモペッドが輸入されており、ホノラリーが輸入総代理店となっている。

## 概要
第二次世界大戦後の1954年にプフ社からライセンスを受け、自社ブランドでのモペッド製造を開始した。1966年にはオランダのエイペに工場を建設し、現在ではオランダ国内唯一のモペッドメーカーとなっている。なお、2019年に廃業した。

## 製品

### モペッド
- クラシックI
- クラシックⅡ
- フレクサー
- フレクサースポーツ
- アルピノ
- リバイバル
- ジャーマン
- ファンタ
- パッカー

## その他
日本ではオランダのモペッドメーカーとして紹介されることが多いが、実際にはスロベニアの企業である。これはモペッド工場がオランダにあるため車体に「Made in Holland」と書かれてあることや、モペッド以外のTOMOS製品に親しみがなく、会社そのものの知名度が低いことが原因である。